# Hysterocrates greeffi
Hysterocrates greeffi là một loài nhện trong họ Theraphosidae.
Loài này thuộc chi Hysterocrates. Hysterocrates greeffi được Ferdinand Karsch miêu tả năm 1884.